# Wild Gunman
Wild Gunman (ワイルドガンマン Wairudo Ganman?) är ett skjutspel utvecklat av Nintendo. Spelet utspelar sig i vilda västern, och var ursprungligen ett arkadspel från 1974, senare porterat till NES och utgivet 1984. NES-versionen spelas med ljuspistolen NES Zapper.

### Fotnoter
1. 1 2 3  ”Wild Gunman”. NES DB. 27 februari 1984. Arkiverad från originalet den 11 mars 2015. https://web.archive.org/web/20150311182639/http://www.nesdb.se/game_more.php?id=1575&rid=1. Läst 27 april 2014.